# Arca de Santo Domingo
El tumba de barca de Santo Domingo (en italiano: arca di san Domenico) es un monumento sepulcral que contiene los restos de Santo Domingo de Guzmán (fallecido en Bolonia el 6 de agosto de 1221). Esta dispuesto en la capilla de Santo Domingo, abierta en la nave derecha de la homónima basílica de Santo Domingo de Bolonia.
El aspecto actual es fruto de diversas intervenciones realizadas entre los siglos XIII y XVIII. Es una de las obras de arte más importantes de la ciudad realizada por Nicola Pisano, fra' Guglielmo y Arnolfo di Cambio, Niccolò dell'Arca, Miguel Ángel y Alfonso Lombardi.

## Historia

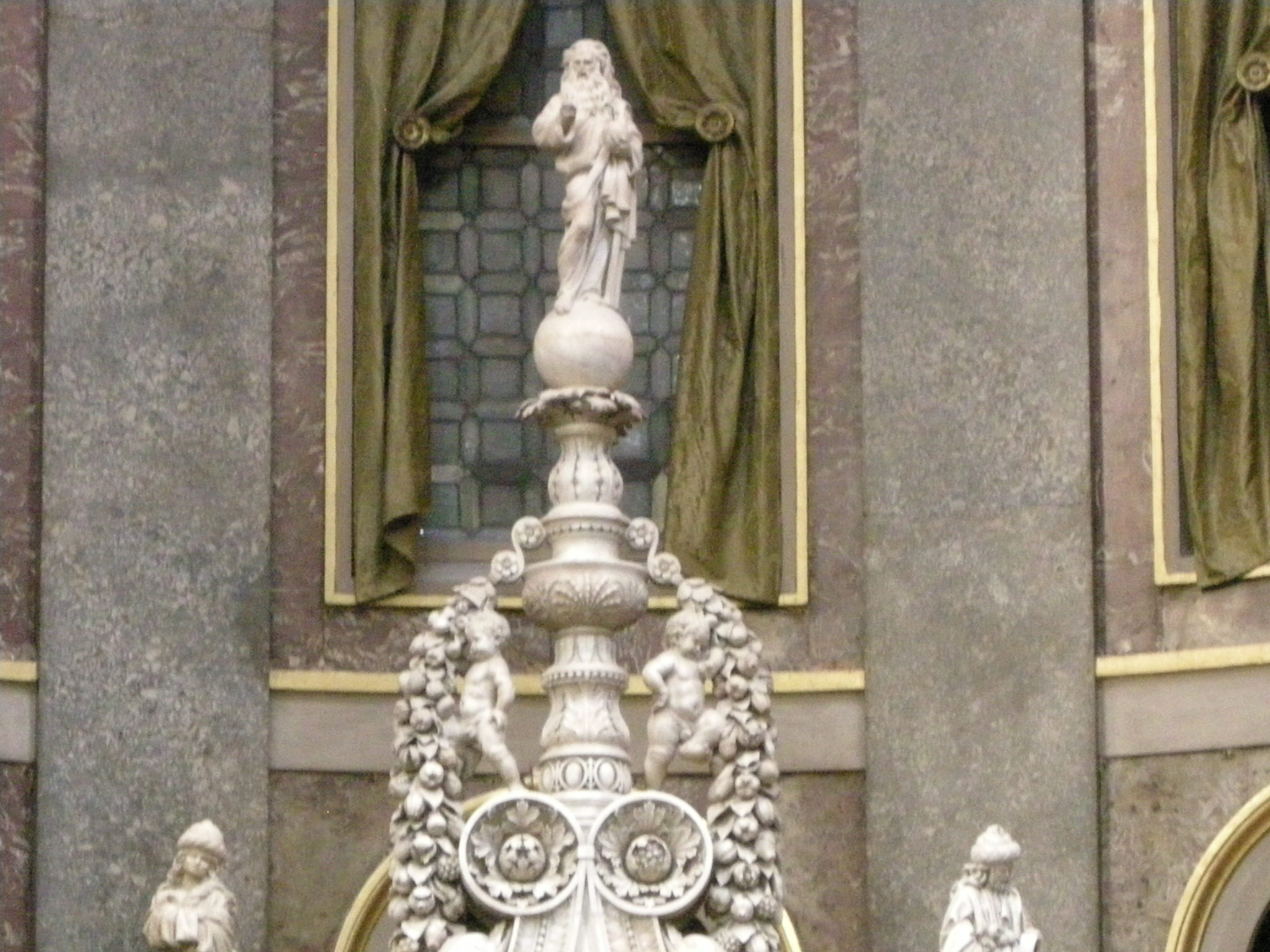
Parte superior del cimacio de Niccolò dell'Arca (1469-1473)

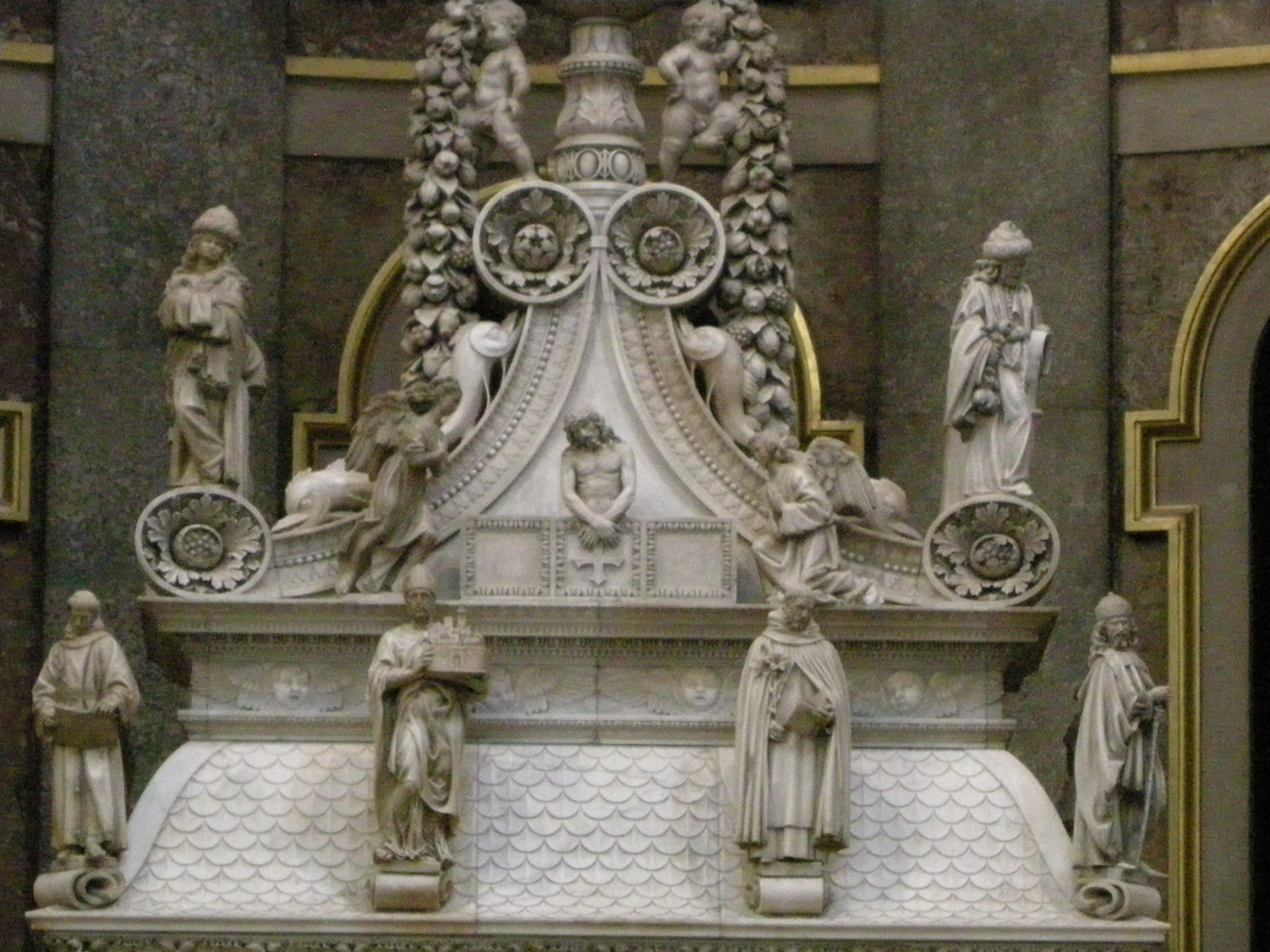
Parte inferior del cimacio de Niccolò dell'Arca (1469-1473)

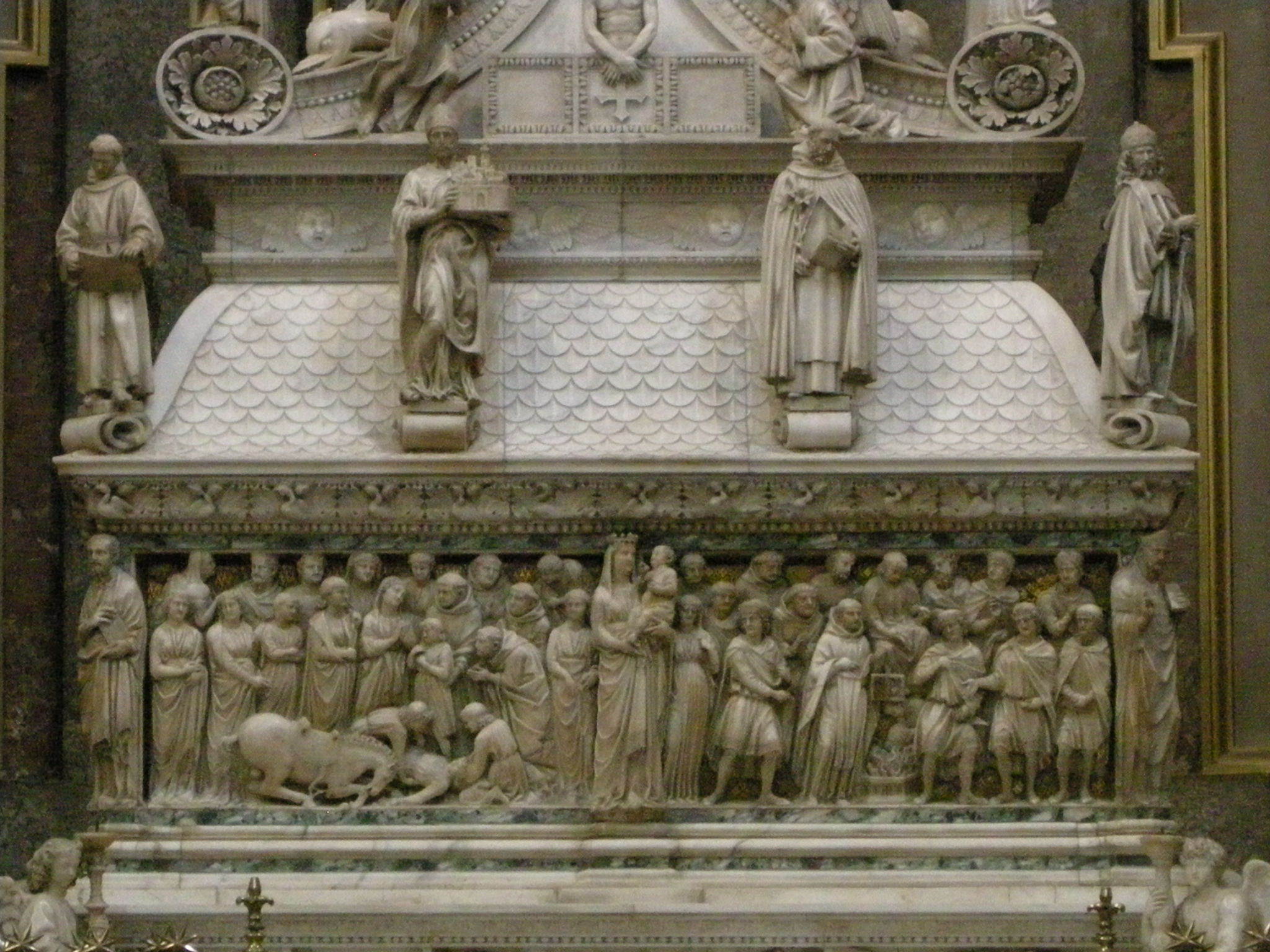
Sarcófago de Nicola Pisano con los dos paneles frontales (1264-1267) y cuatro estatuas (arriba) de los santos patrones de Bolonia de Niccolò dell'Arca (1469-1473)

Después de la muerte de Domingo de Guzmán en 1221, sus restos fueron puestos el año 1233, en un sencillo sarcófago de mármol en el altar de una capilla lateral de la Basílica de San Domenico. Para que fuera visto por los fieles, en 1267 los restos del santo fueron trasladados a un monumento mayor decorado con episodios de la vida del santo, obra de Nicola Pisano y sus discípulos Fra Gugliemo Agnelli y Arnolfo di Cambio. Más adelante se modificó su decoración por Niccolo da Bari (que a partir de esta obra sería más conocido como Niccolo dell'Arca), el cual esculpió las estatuas de los cuatro evangelistas, de San Francisco de Asís, de Santo Domingo de Guzmán, de San Floriano, de San Vital y un Cristo yacente adorado por ángeles, todo coronado por la imagen de Dios Padre. Por la muerte en 1494 de este artista, se recurrió a Miguel Ángel para la terminación de las imágenes de San Petronio, San Próculo y un Ángel portacandelabro haciendo pareja con el de Niccolo dell’Arca. El año 1531, el escultor Alfonso Lombardi hizo los bajorrelieves para la predela de mármol del Arca con Escenas de la vida de Santo Domingo de Guzmán y la Adoración de los Reyes Magos.

El sarcófago de Nicola Pisano y discípulos
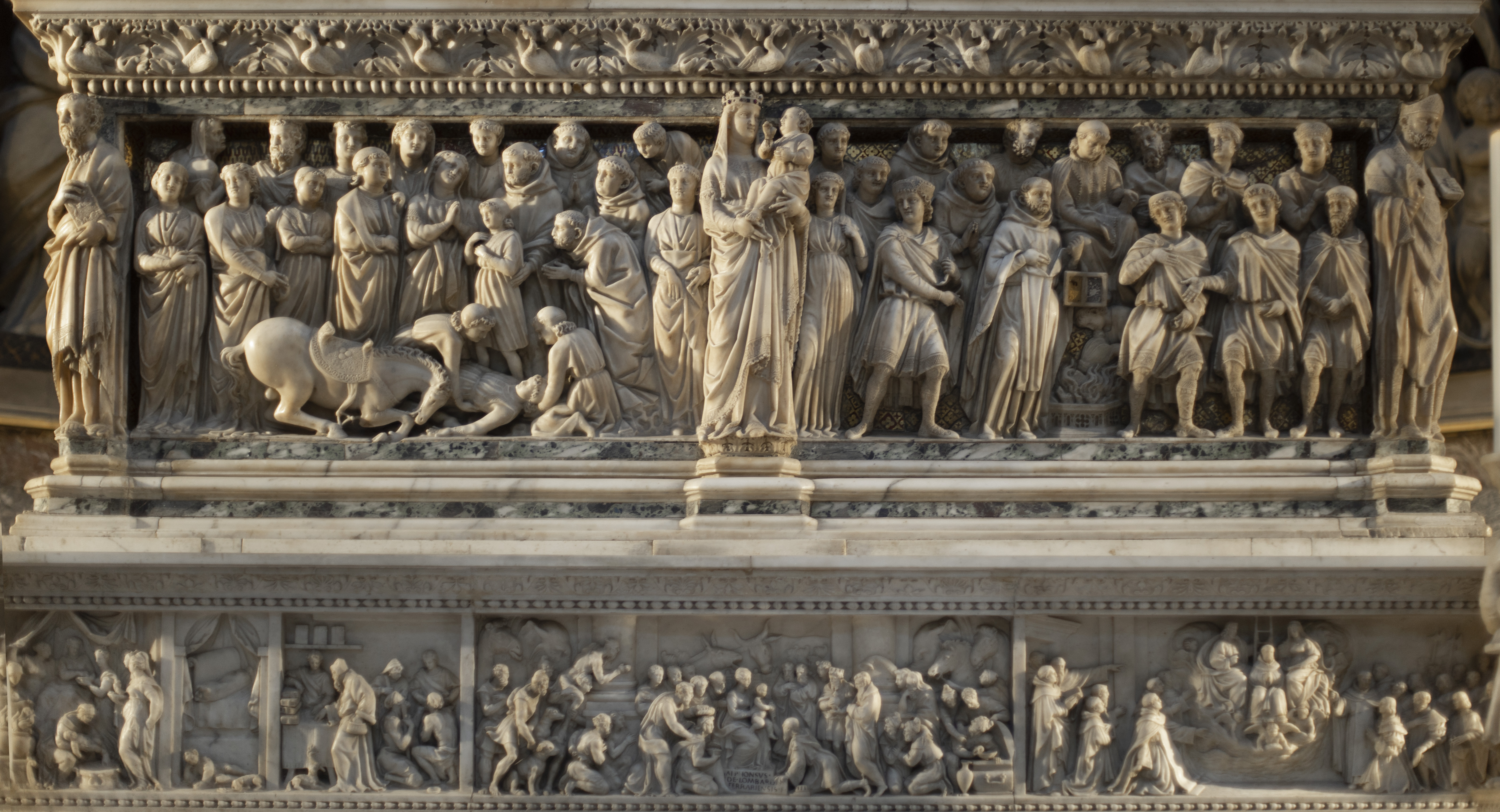
Miracolo della resurrezione di Napoleone Orsini caduto da cavallo y Prova del fuoco che brucia i libri degli albigesi
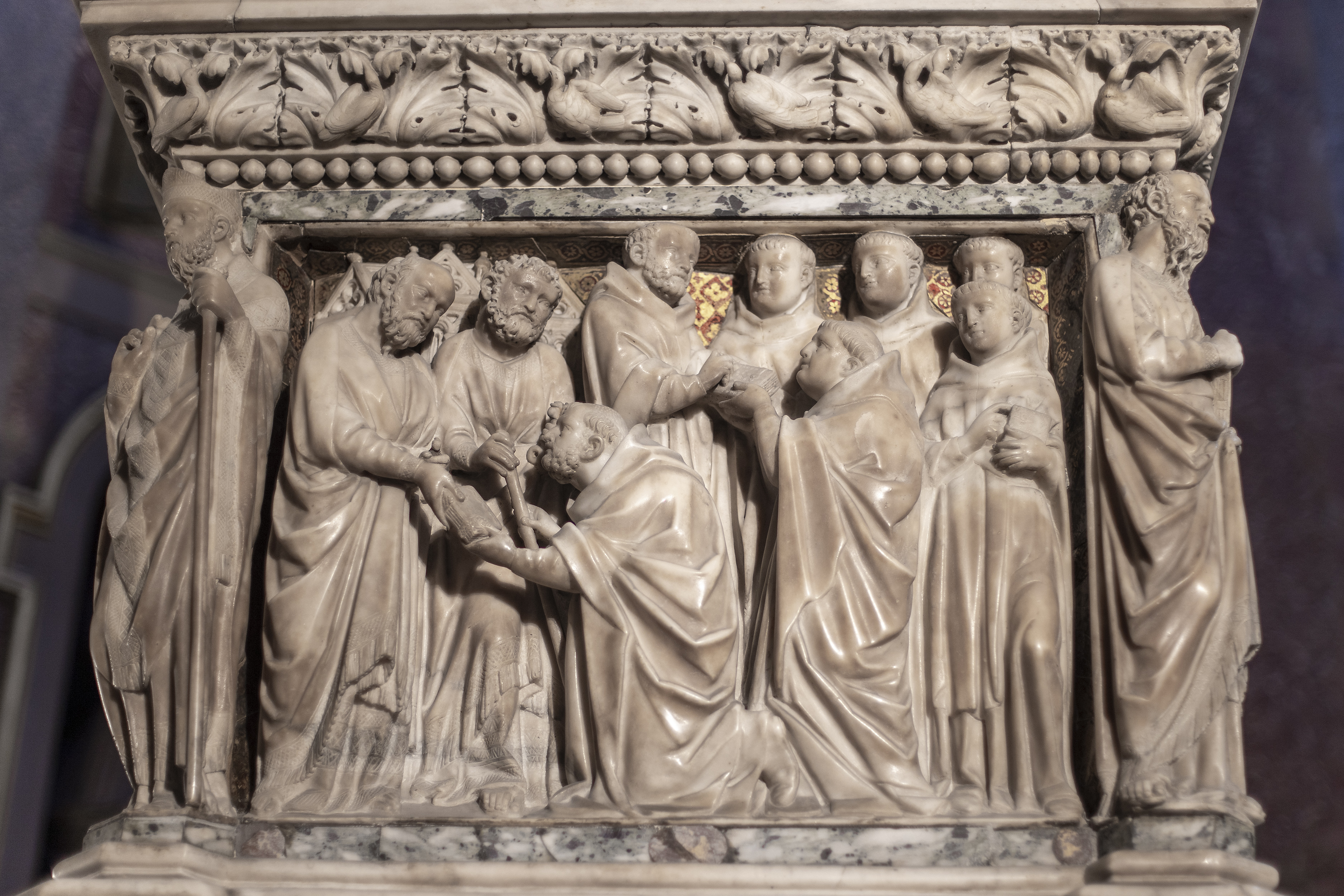
I santi Pietro e Paolo consegnano la missione dell'Ordine
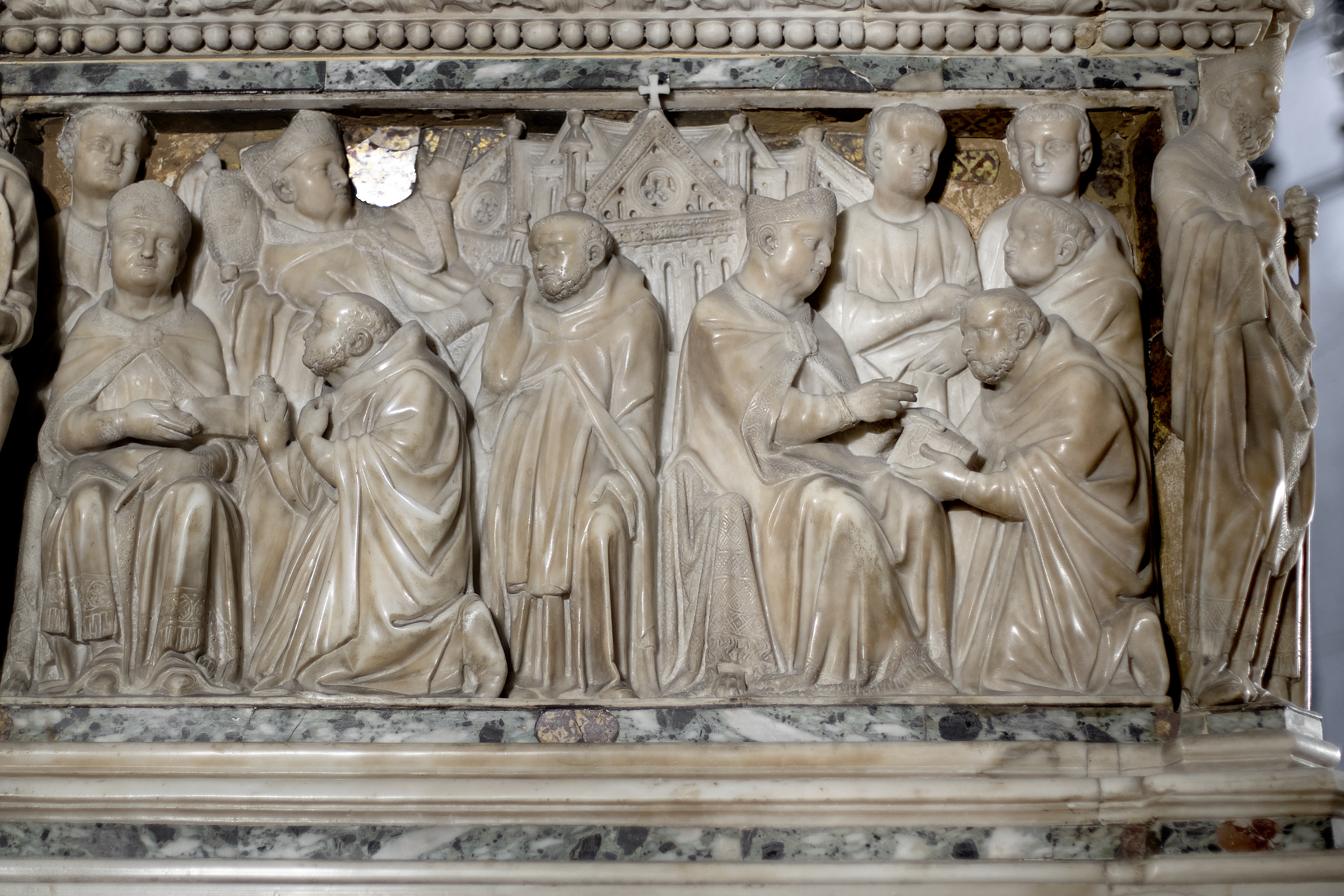
L'approvazione della regola da parte di papa Innocenzo III
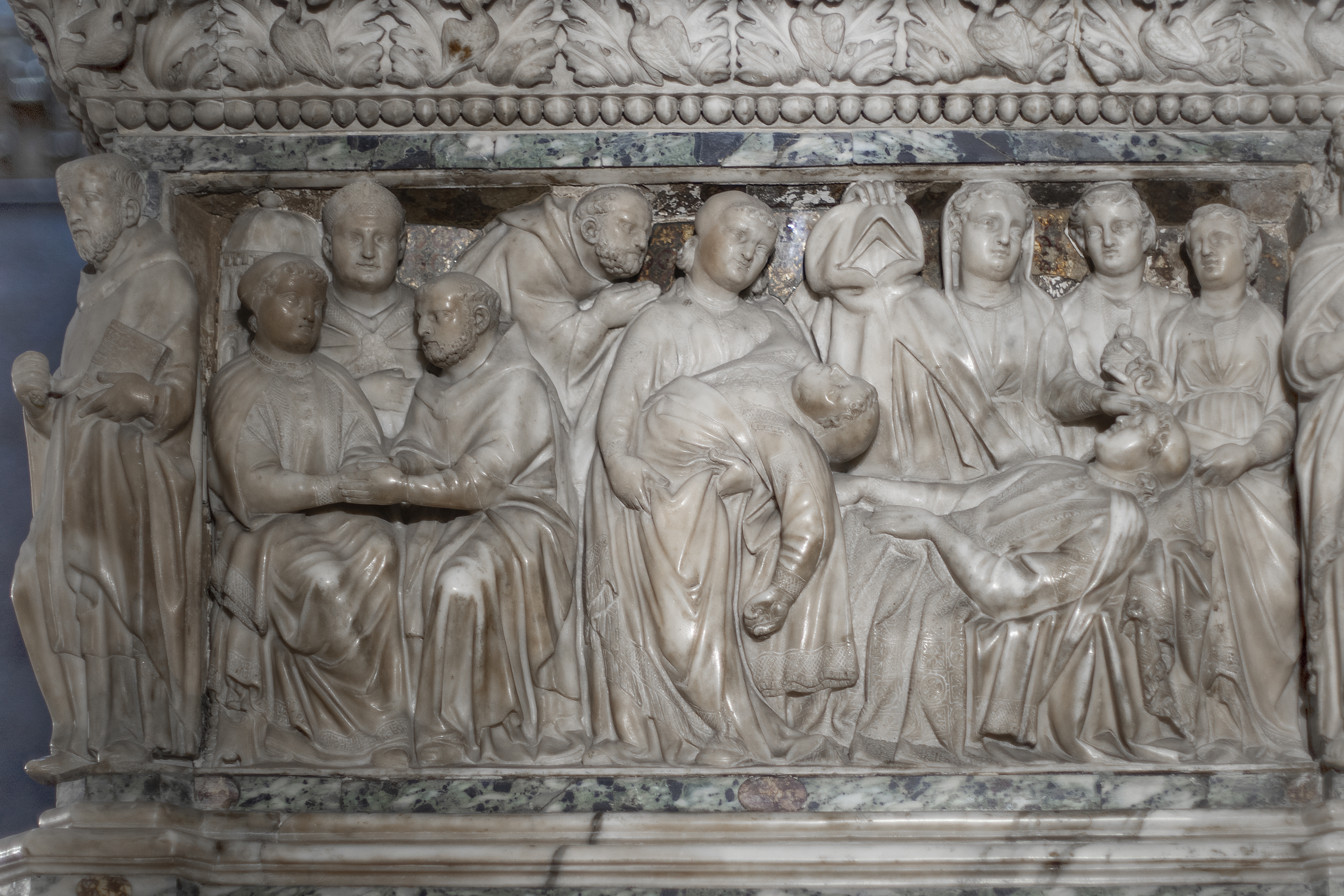
Adesione di Reginaldo d'Orleans all'Ordine
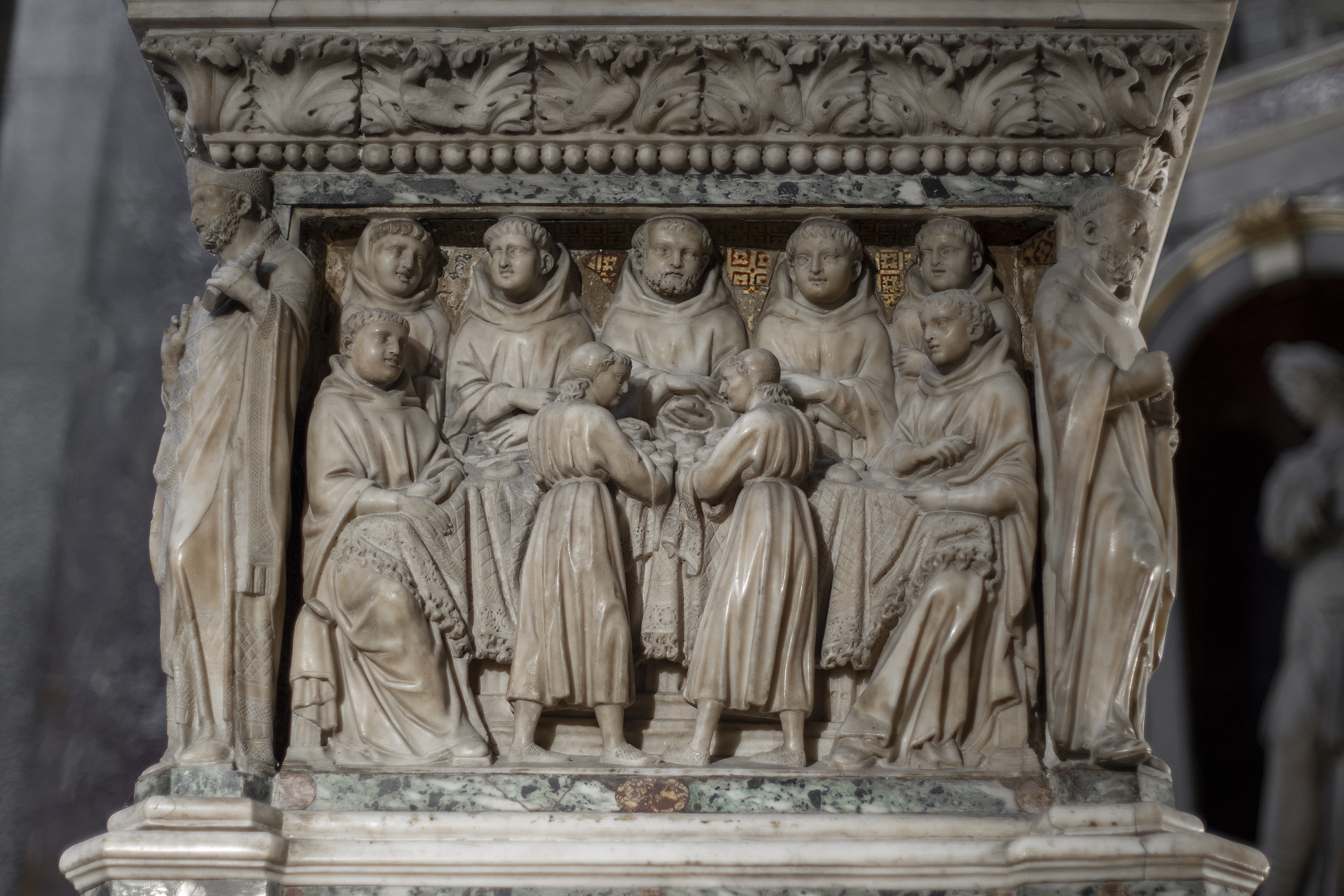
La cena dei frati servita dagli angeli

La estela de Alfonso Lombardi
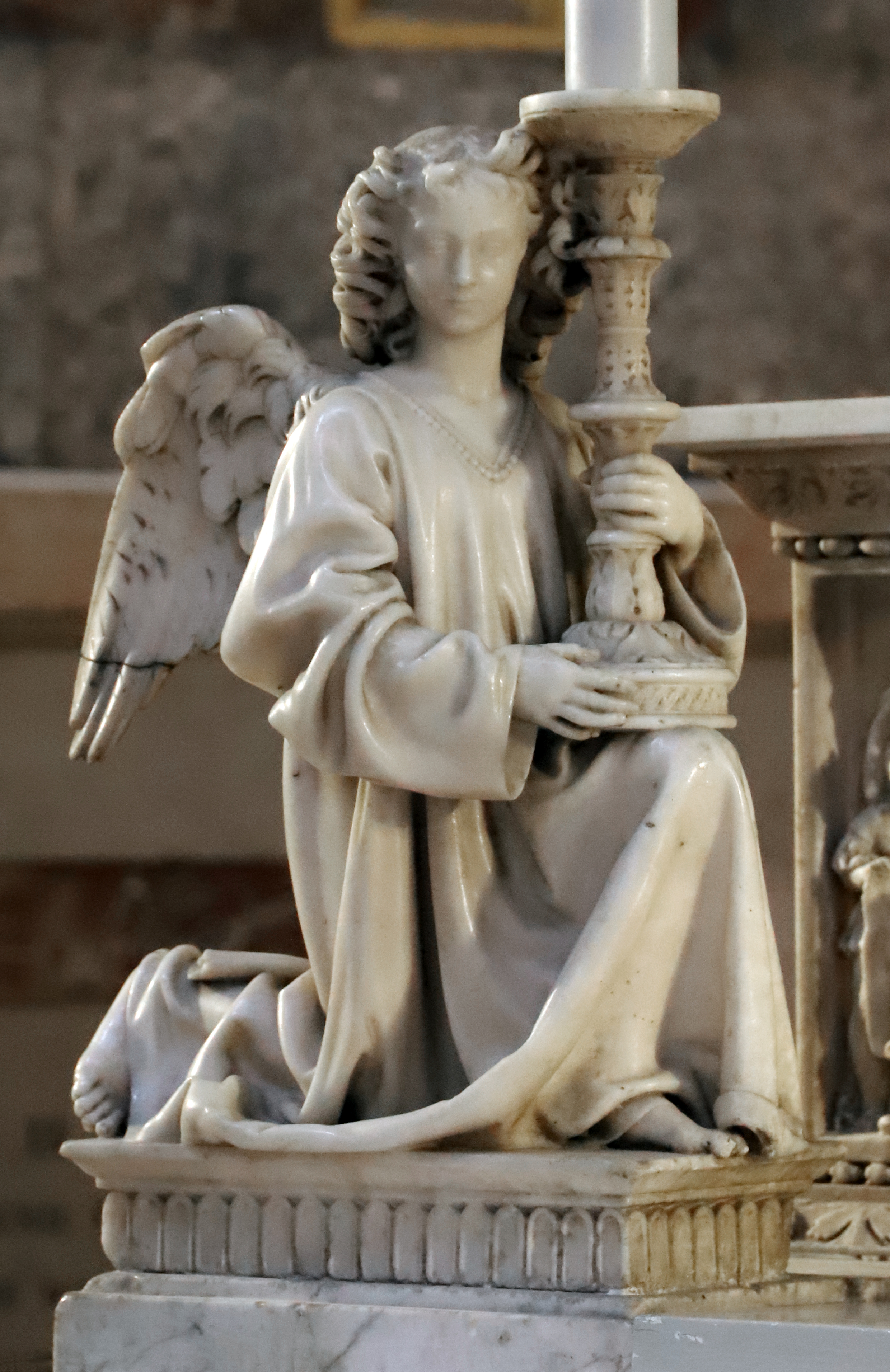
Ángel de Niccolo dell'Arca.
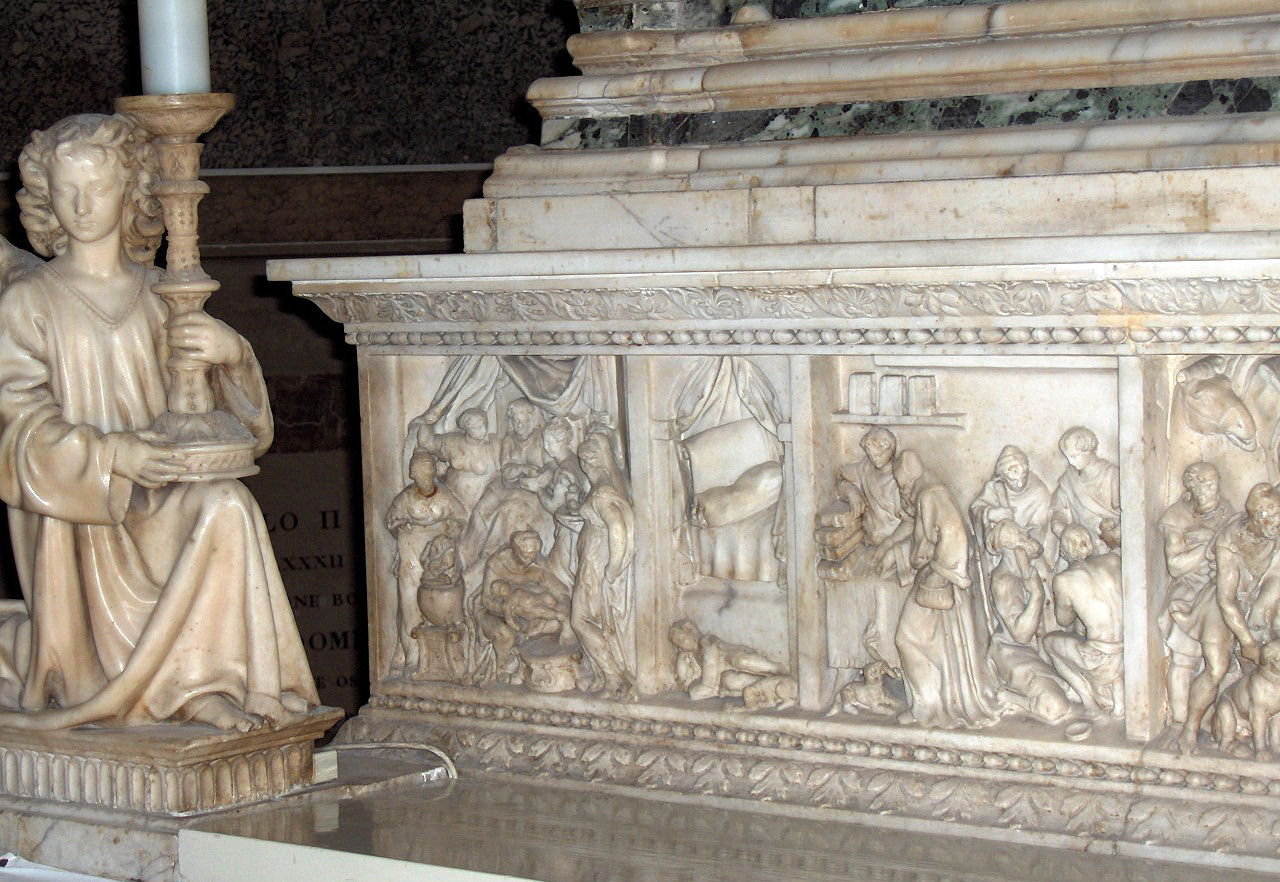
Detalle de la estela de Alfonso Lombardi (1532): primeras tres escenas de la vida de Domingo
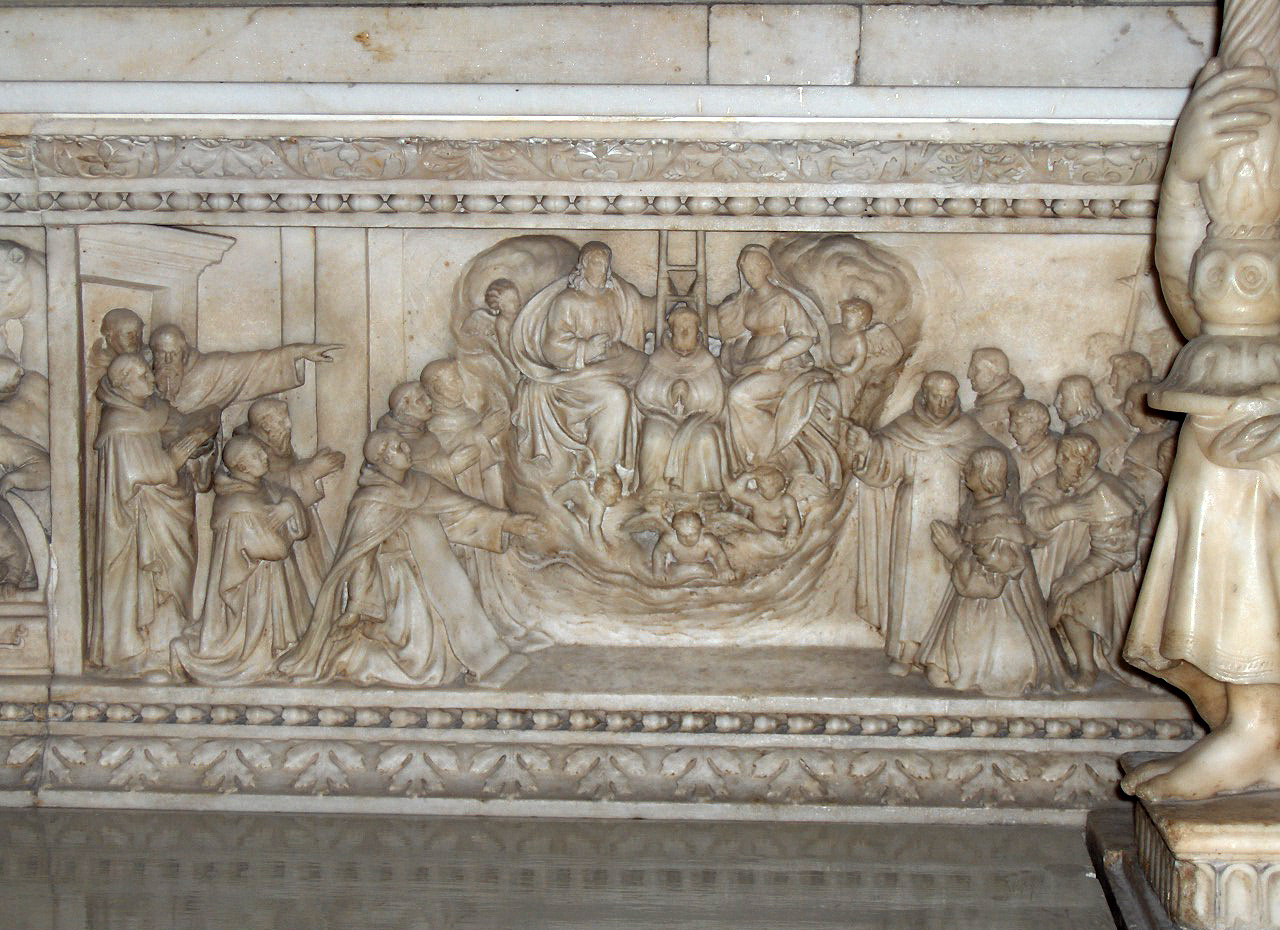
Detalle de la estela de Alfonso Lombardi  (1532): visión de Fra' Guala sobre la muerte de Domingo
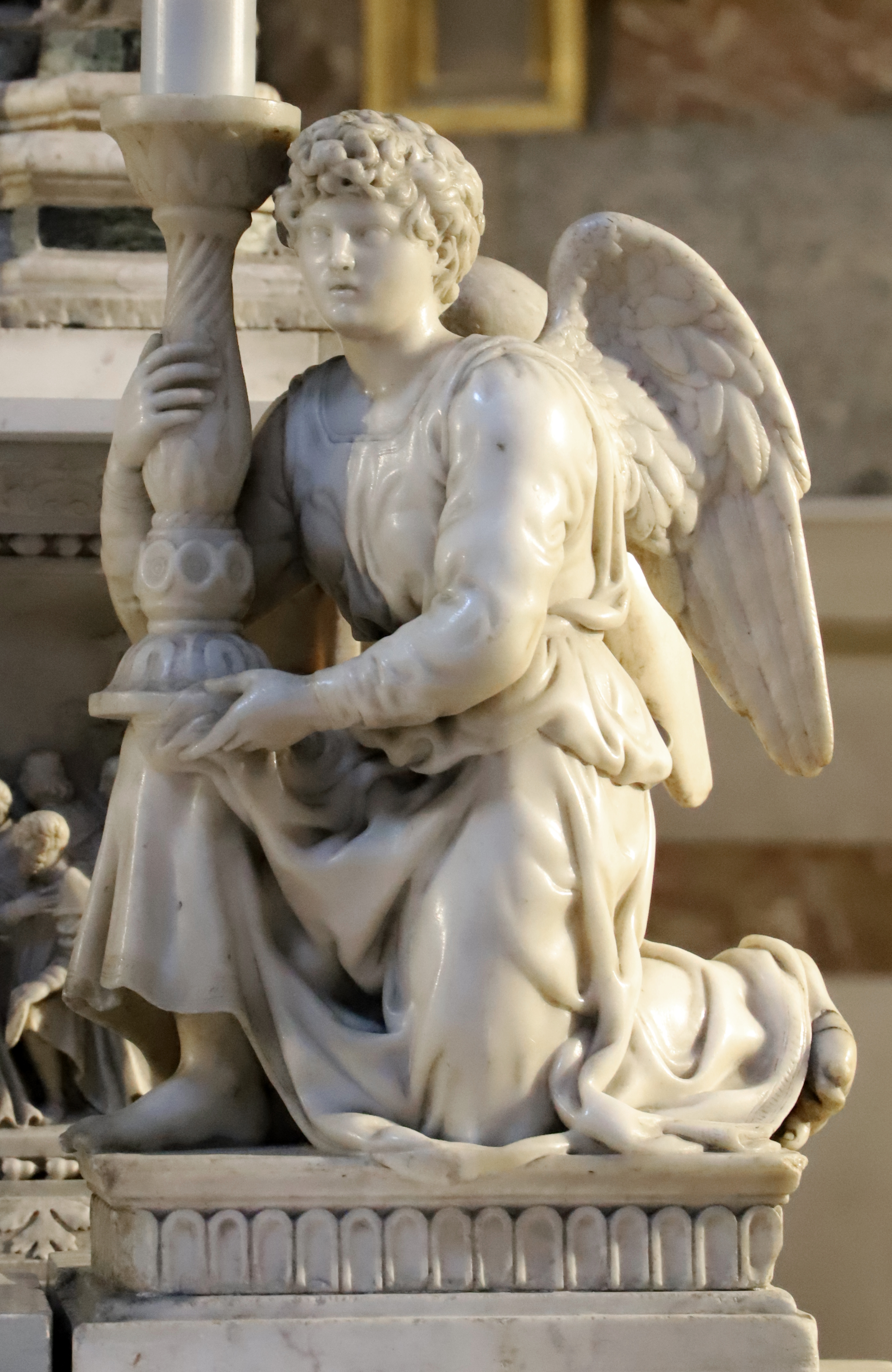
Ángel de Miguel Ángel.
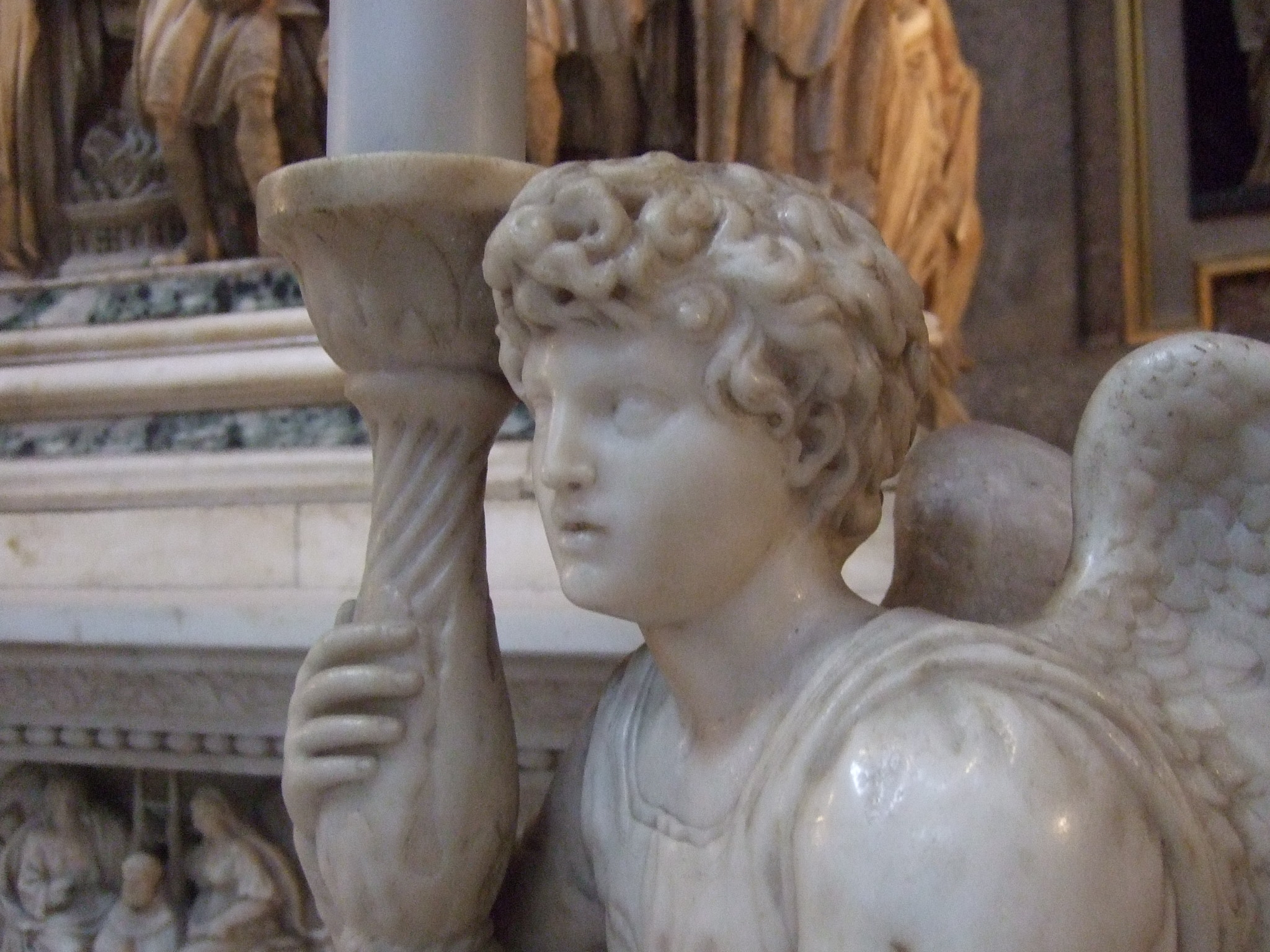
Detalle del ángel candelero de Miguel Ángel (1494)
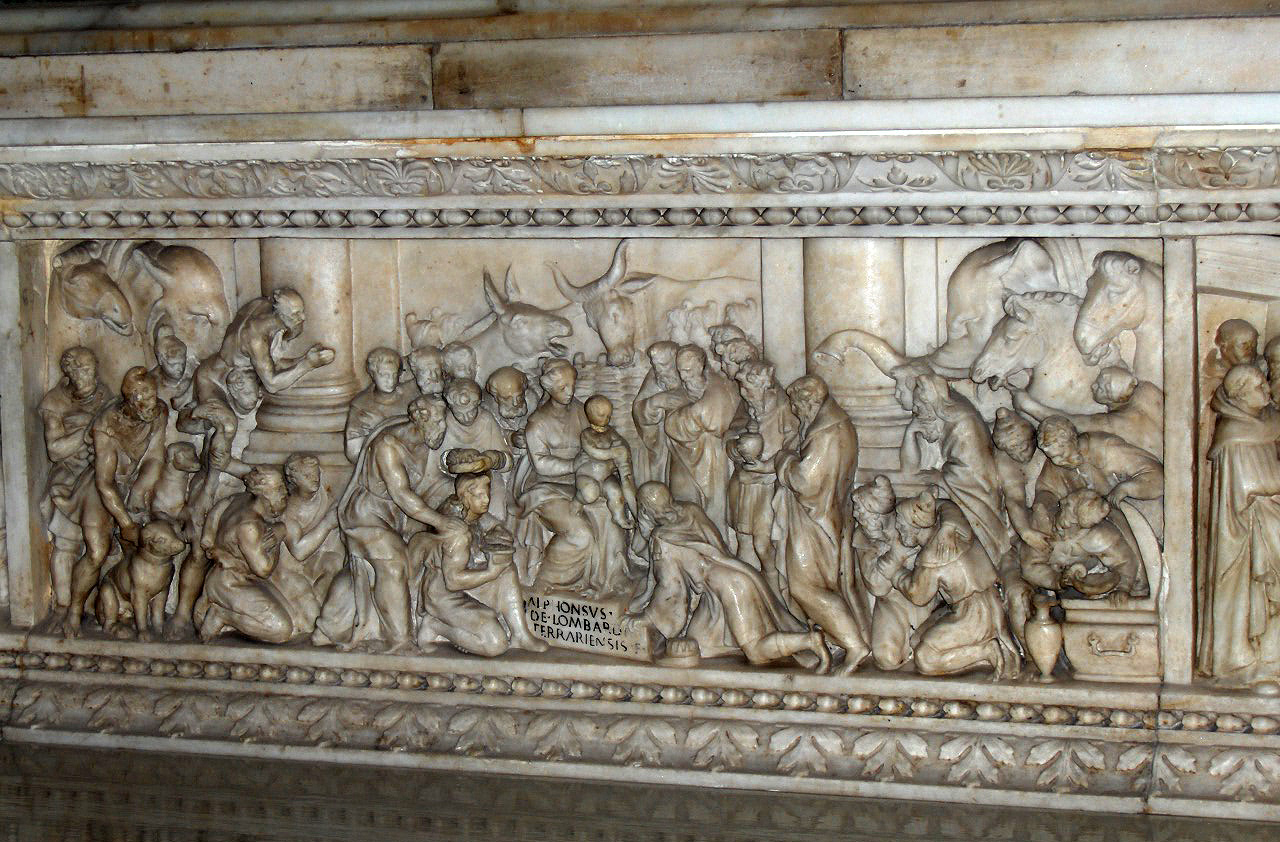
Relieve con la Adoración de los Reyes Magos de Alfonso Lombardi.

- Datos: Q2417706
- Multimedia: Saint Dominic's ark (Bologna) / Q2417706